# Кайли, Ричард
Ричард Пол Кайли (англ. Richard Paul Kiley; 31 марта 1922 — 5 марта 1999) — американский актёр театра, кино и телевидения. Наиболее яркой его работой в театре считается Дон Кихот в мюзикле «Человек из Ла Манчи». Также известен как рассказчик в ряде документальных фильмов. Дважды становился обладателем премий «Тони» и «Золотой глобус», трижды — «Эмми».

## Молодость
Кайли родился в Чикаго, штат Иллинойс, в семье католиков. В 1940 году окончил среднюю школу Mount Carmel High School, а в 1941, отучившись год в Loyola University Chicago, поступил в чикагскую театральную школу Barnum Dramatic School. В конце 40-х выступал в театрах Чикаго. После службы в Военно-морских силах США он вернулся домой и, помимо актёрской работы, также устроился диктором на радио. Позже переехал в Нью-Йорк, где профессионально обучался пению.

## Карьера
На Бродвее Ричард Кайли выступал, в основном, в мюзиклах. Его первой крупной ролью стал халиф в Кисмете. Затем он участвовал в No Strings Ричарда Роджерса, I Had a Ball с Бадди Хэкеттом, Рыжая (премия «Тони») и Человек из Ламанчи (премия «Тони»), а также в пьесе Несравнимый Макс.
В «Человеке из Ламанчи» у Кайли была двойная роль — Дон Кихота и Мигеля де Сервантеса. Она является одной из немногих ролей в мюзиклах, которые совмещают в себе не только игру характерного актёра, но и непривычный образ красивого героя, завоевавшего сердце дамы. Кайли был рад участию в этом спектакле, который помог ему уйти от амплуа ведущего актёра.
Снимался в фильмах «Мафия» (1951), «Школьные джунгли» (1955), «История в Феникс-сити» (1955), «Маленький принц» (1974), «Дружеское увещевание» (1975), «В поисках мистера Гудбара» (1977), «Бесконечная любовь» (1981), «Борьба за справедливость» (1994) и «Целитель Адамс» (1998) и читал текст в «Говарде-утке» (1986). Кроме того, сыграл Гюнтера Хартога в мини-сериале «Если наступит завтра» (1986).
Кайли получил несколько наград «Эмми» и «Золотой глобус» за работу на телевидении, в том числе за «Поющих в терновнике» (роль Пэдди Клири, отца Мэгги) (1983) и «Год жизни» (1986, 1987—1988). Кайли снялся в роли Гидеона Сейетика в эпизоде Second Sight сериала «Звёздный путь: Глубокий космос 9» (1993) и Сеймура Литтла в эпизоде «Элли Макбил» (1998).
Голос Кайли в фильме Стивена Спилберга «Парк Юрского периода» (1993) в качестве гида рассказывает об острове с динозаврами. Его речь также используется в парке «Остров приключений». В 1994—1998 годах озвучивал документальный сериал «Тайны Библии».

## Смерть
Ричард Кайли умер от неопределённой болезни костного мозга в Уорике, штат Нью-Йорк, 5 марта 1999 года, менее чем за месяц до своего 77-летия. Там же его и похоронили. Бродвейские театры почтили его память, отключив освещение своих зданий.

## Награды и номинации
| Награда        | Год  | Категория                                                                    | Фильм                                             | Результат |
| -------------- | ---- | ---------------------------------------------------------------------------- | ------------------------------------------------- | --------- |
| Золотой глобус | 1984 | Лучшая мужская роль второго плана в мини-сериале, телесериале или телефильме | Поющие в терновнике                               | Победа    |
| Золотой глобус | 1988 | Лучшая мужская роль в телевизионном сериале — драма                          | Год жизни                                         | Победа    |
| Золотой глобус | 1992 | Лучшая мужская роль второго плана в мини-сериале, телесериале или телефильме | Разделённые, но равные                            | Номинация |
| Эмми           | 1983 | Лучшая мужская роль второго плана в мини-сериале или фильме                  | Поющие в терновнике                               | Победа    |
| Эмми           | 1985 | Лучшая мужская роль в мини-сериале или фильме                                | Помнишь ли нашу любовь?                           | Номинация |
| Эмми           | 1988 | Лучшая мужская роль в драматическом телесериале                              | Год жизни                                         | Победа    |
| Эмми           | 1991 | Лучшая мужская роль второго плана в мини-сериале или фильме                  | Разделённые, но равные                            | Номинация |
| Эмми           | 1992 | Лучшая мужская роль второго плана в драматическом телесериале                | Театр Рэя Брэдбери                                | Номинация |
| Эмми           | 1993 | Лучший приглашенный актёр в драматическом телесериале                        | Застава фехтовальщиков                            | Номинация |
| Эмми           | 1994 | Лучший приглашенный актёр в драматическом телесериале                        | Застава фехтовальщиков                            | Победа    |
| Эмми           | 1995 | Лучший информационный фильм                                                  | 30-летие документального кино National Geographic | Номинация |
| Эмми           | 1997 | Лучший информационный фильм                                                  | Сибирские тигры                                   | Номинация |
| Тони           | 1959 | Лучшая мужская роль в мюзикле                                                | Redhead                                           | Победа    |
| Тони           | 1962 | Лучшая мужская роль в мюзикле                                                | No Strings                                        | Номинация |
| Тони           | 1966 | Лучшая мужская роль в мюзикле                                                | Человек из Ла Манчи                               | Победа    |
| Тони           | 1987 | Лучшая мужская роль в пьесе                                                  | Все мои сыновья                                   | Номинация |